# Mohamed Houdoe
Mohamed Houdoe Oualkaid (Rotterdam, 1 december 1989) is een Nederlands voetballer die als verdediger voor FC Dordrecht speelde.

## Carrière
Mohamed Houdoe speelde in de jeugd van Spartaan'20 en FC Dordrecht. Hij maakte zijn debuut voor FC Dordrecht op 11 november 2008, in de met 2-3 gewonnen uitwedstrijd in de KNVB beker tegen AGOVV Apeldoorn. Hij kwam in de 55e minuut in het veld voor Moussa Kalisse. Hij speelde tot 2011 voor FC Dordrecht, waarna hij voor LRC Leerdam en VV Spijkenisse speelde.

### Statistieken
| Seizoen                     | Club           | Land           | Competitie     | Competitie | Competitie | Beker | Beker | Totaal | Totaal |
| Seizoen                     | Club           | Land           | Competitie     | Wed.       | Dlp.       | Wed.  | Dlp.  | Wed.   | Dlp.   |
| --------------------------- | -------------- | -------------- | -------------- | ---------- | ---------- | ----- | ----- | ------ | ------ |
| 2008/09                     | FC Dordrecht   | Nederland      | Eerste divisie | 1          | 0          | 1     | 0     | 2      | 0      |
| 2009/10                     | FC Dordrecht   | Nederland      | Eerste divisie | 2          | 0          | 0     | 0     | 2      | 0      |
| 2010/11                     | FC Dordrecht   | Nederland      | Eerste divisie | 0          | 0          | 0     | 0     | 0      | 0      |
| Carrièretotaal              | Carrièretotaal | Carrièretotaal | Carrièretotaal | 3          | 0          | 1     | 0     | 4      | 0      |
| Bijgewerkt op 24 maart 2017 |                |                |                |            |            |       |       |        |        |